# 15041 Паперетті
15041 Паперетті (15041 Paperetti) — астероїд головного поясу, відкритий 8 грудня 1998 року.
Тіссеранів параметр щодо Юпітера — 3,598.